# 酒井志穗
酒井志穗（さかい しほ，1990年12月1日—），日本女子游泳运动员。福岡縣出生，畢業於古賀北中学校及九州産業大学付属九州高校，現就讀於九州産業大学。

## 生涯
2010年，酒井代表日本參加廣州亞運會游泳比賽的女子50米、100米200米仰泳比賽，奪得兩面銀牌。